# Роберт (кінопремія)
«Роберт» (дан. Robert prisen) — данська національна кінопремія, яку присуджує щорічно Данська кіноакадемія за досягнення данських кінематографістів протягом останнього року. Перше нагородження премією відбулося у 1984 році. Її названо на честь творця статуетки нагороди, данського скульптора Роберта Якобсена, який був палким шанувальником кіно.

## Категорії

### Чинні
| Назва українською                                  | Назва данською                         | Перше вручення |
| -------------------------------------------------- | -------------------------------------- | -------------- |
| Найкращий данський фільм                           | Årets danske spillefilm                | 1984           |
| Найкращий режисер                                  | Årets instruktør                       | 2001           |
| Найкращий актор в головній ролі                    | Årets mandlige hovedrolle              | 1984           |
| Найкраща акторка в головній ролі                   | Årets kvindelige hovedrolle            | 1984           |
| Найкращий актор в ролі другого плану               | Årets mandlige birolle                 | 1984           |
| Найкраща акторка в ролі другого плану              | Årets kvindelige birolle               | 1984           |
| Найкращий оператор                                 | Årets fotograf                         | 1984           |
| Найкращий дизайн костюмів                          | Årets kostumier                        | 1984           |
| Найкращий монтаж                                   | Årets klipper                          | 1984           |
| Найкращий грим                                     | Årets sminkør                          | 1987           |
| Найкращі декорації                                 | Årets scenograf                        | 1984           |
| Найкраща музика до кінофільму                      | Årets score                            | 1984           |
| Найкращий сценарій                                 | Årets manuskript                       | 1984           |
| Найкращий пісня                                    | Årets sang                             | 2002           |
| Найкраще звукове оформлення                        | Årets sounddesigner                    | 1984           |
| Найкращі візуальні ефекти                          | Årets visuelle effekter                | 2014           |
| Найкращий дитячий фільм                            | Årets børne- og ungdomsfilm            | 2002           |
| Найкращий документальний фільм                     | Årets lange dokumentarfilm             | 2002           |
| Найкращий документальний короткометражний фільм    | Årets korte dokumentarfilm             | 1984           |
| Найкраща повнометражна фантастика/анімація         | Årets lange fiktion/animation          | 2007           |
| Найкраща короткометражна фантастика/анімація       | Årets korte fiktion/animation          | 2006           |
| Найкращий данський телевізійний серіал             | Årets danske tv-serie                  | 2013           |
| Найкращий данський міні-серіал                     | Årets korte tv-serie                   | 2014           |
| Найкращий актор у головній телевізійної ролі       | Årets mandlige hovedrolle - tv-serie   | 2013           |
| Найкраща акторка у головній телевізійної ролі      | Årets kvindelige hovedrolle - tv-serie | 2013           |
| Найкращий актор у телевізійної ролі другого плану  | Årets mandlige birolle - tv-serie      | 2013           |
| Найкраща акторка у телевізійної ролі другого плану | Årets kvindelige birolle - tv-serie    | 2013           |
| Найкращий не-американський фільм                   | Årets ikke-amerikanske film            | 1997           |
| Найкращий американський фільм                      | Årets amerikanske film                 | 1999           |

| Назва українською     | Назва данською              | Перше вручення |
| --------------------- | --------------------------- | -------------- |
| Почесна нагорода      | Æres-Robert                 | 1984           |
| Спеціальний приз журі | Kortfilmjuryens specialpris | 1995           |

| Назва українською        | Назва данською  | Перше вручення |
| ------------------------ | --------------- | -------------- |
| Приз глядацьких симпатій | Publikumsprisen | 2001           |
| Приз Ib                  | Ib prisen       | 2013           |

### Скасовані категорії
| Назва українською          | Назва данською        | Перше вручення | Останнє вручення |
| -------------------------- | --------------------- | -------------- | ---------------- |
| Найкращий іноземний фільм  | Årets udenlanske film | 1984           | 1996             |
| Найкращі спеціальні ефекти | Årets special effects | 1984           | 2013             |